# Mercedes-Benz W238
Mercedes-Benz E-klass Coupé (C238) är en personbil som den tyska biltillverkaren Mercedes-Benz introducerade på bilsalongen i Detroit i januari 2017.
Versioner:
| Modell  | Årsmodell | Motor                      | Cylindervolym | Effekt | Bränslesystem              |
| ------- | --------- | -------------------------- | ------------- | ------ | -------------------------- |
| E220 d  | 2017-23   | OM654: 4-cyl radmotor DOHC | 1950 cm³      | 194 hk | Common rail turbodiesel    |
| E350 d  | 2017-18   | OM642: 6-cyl V-motor DOHC  | 2987 cm³      | 258 hk | Common rail turbodiesel    |
| E200    | 2017-19   | M274: 4-cyl radmotor DOHC  | 1991 cm³      | 184 hk | Direktinsprutning, turbo   |
| E300    | 2017-19   | M274: 4-cyl radmotor DOHC  | 1991 cm³      | 245 hk | Direktinsprutning, turbo   |
| E400    | 2017-18   | M276: 6-cyl V-motor DOHC   | 2996 cm³      | 333 hk | Direktinsprutning, biturbo |
| E300 d  | 2018-20   | OM654: 4-cyl radmotor DOHC | 1950 cm³      | 245 hk | Common rail turbodiesel    |
| E350 d  | 2019-20   | OM656: 6-cyl radmotor DOHC | 2925 cm³      | 286 hk | Common rail turbodiesel    |
| E400 d  | 2019-23   | OM656: 6-cyl radmotor DOHC | 2925 cm³      | 340 hk | Common rail turbodiesel    |
| E350    | 2018-20   | M264: 4-cyl radmotor DOHC  | 1991 cm³      | 300 hk | Direktinsprutning, turbo   |
| E450    | 2019-20   | M276: 6-cyl V-motor DOHC   | 2996 cm³      | 367 hk | Direktinsprutning, biturbo |
| AMG E53 | 2018-23   | M256: 6-cyl radmotor DOHC  | 2999 cm³      | 435 hk | Direktinsprutning, turbo   |
| E300 d  | 2021-23   | OM654: 4-cyl radmotor DOHC | 1992 cm³      | 265 hk | Common rail turbodiesel    |
| E200    | 2020-23   | M264: 4-cyl radmotor DOHC  | 1991 cm³      | 197 hk | Direktinsprutning, turbo   |
| E300    | 2020-23   | M264: 4-cyl radmotor DOHC  | 1991 cm³      | 258 hk | Direktinsprutning, turbo   |
| E450    | 2020-23   | M256: 6-cyl radmotor DOHC  | 2999 cm³      | 367 hk | Direktinsprutning, turbo   |

## Bilder

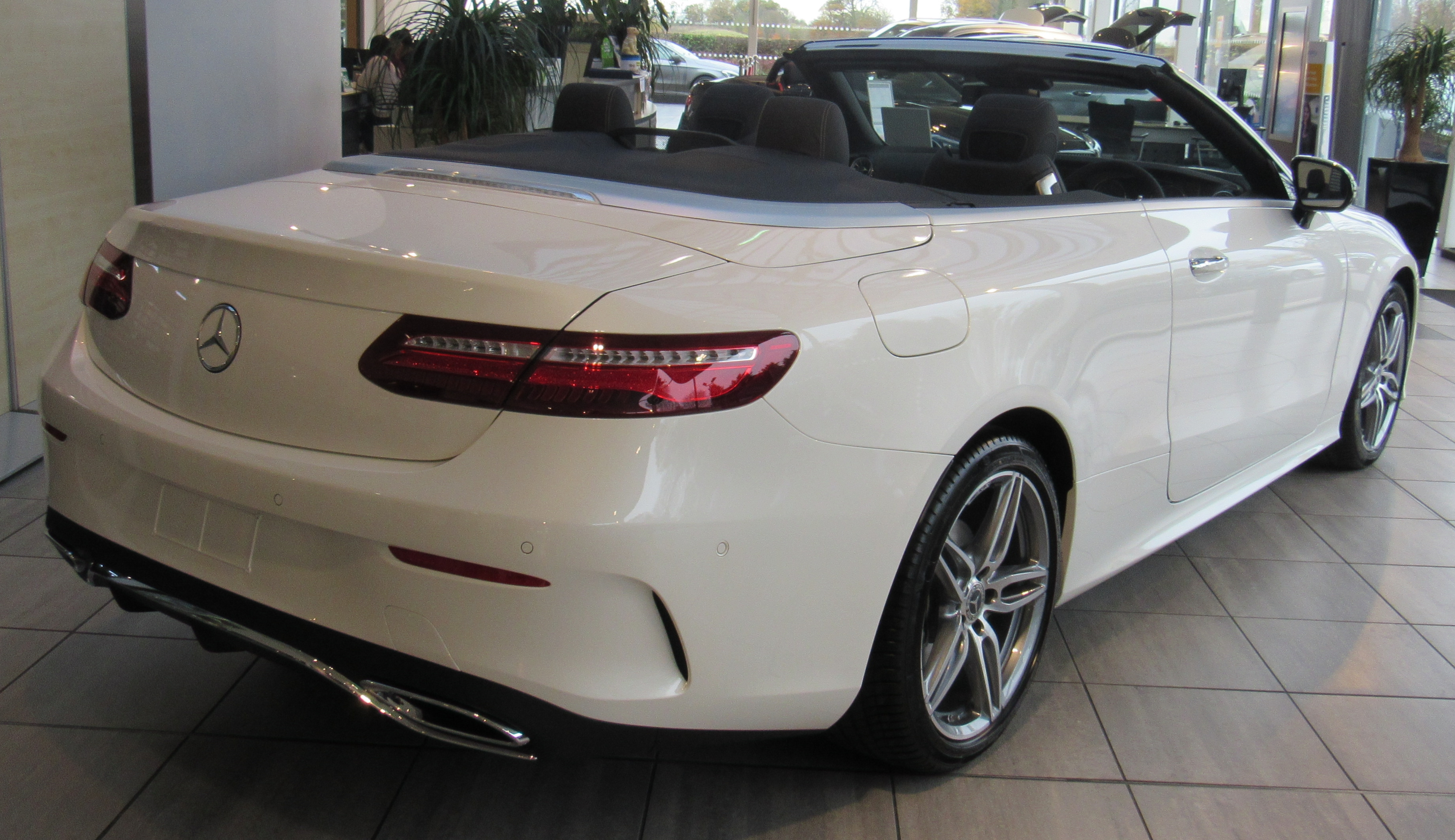
A238 cabriolet